# 撒蛮
撒蛮（?—?），元朝官员，蒙古札剌亦儿氏。
撒蛮的曾祖父木华黎，祖父孛鲁，父亲速浑察。撒蠻少年穎異，自襁褓时，忽必烈抚育就像自己的儿子。同舟过江，怕其有失，系在御榻边。十余岁，侍忽必烈左右。忽必烈让他掌管掖庭之礼。近臣孛罗被派出，没有按礼仪规矩，撒蛮把他囚在別室。忽必烈怪孛罗久久不复命，询问原因，命把他释放。撒蛮说：“令自陛下出，陛下自违，他日以何监督臣下？”忽必烈想要对他寄予大任。不久得病去世，年仅十七岁。其子脱脱。

## 延伸阅读
[在维基数据编辑]
 《新元史/卷120》，出自柯劭忞《新元史》